# 权延赤
权延赤（1945年11月26日—），中华人民共和国政治传记文学作家，祖籍河北顺平，权星垣之子。代表作有《多欲之年》、《走下神坛的毛泽东》、《走下圣坛的周恩来》、《红墙内外》、《领袖泪》、《共和国秘使》、《红朝传奇》、《毛泽东与赫鲁晓夫》、《掌上千秋》、《中国最大的保皇派——陶铸沉浮录》、《龙困——贺龙与薛明》、《第三代开天人》等。

## 生平
1945年，权延赤生于赤峰县，其名字意为“孕于延安，生于赤峰”。1970年，权延赤毕业于北京工业学院。历任中国人民解放军空军某部无线电技师、宣传干事、大队副政委，北京空军政治部文学创作室专业作家。
1975年开始发表作品，1988年加入中国作家协会。1989年，权延赤发表《走下神坛的毛泽东》。该书成为权延赤的成名之作，内容为李银桥等毛泽东贴身卫士们的所讲述的毛泽东故事。1996年，转业。
1999年，李银桥对权延赤提起侵犯名誉权诉讼。要求权延赤在全国发行的报刊上公开赔礼道歉，赔偿其精神损失8万元，并返还有关毛泽东生活、工作的相片58张，生活手迹照片3张。2001年，北京市第一中级人民法院判决权延赤返还李银桥毛泽东的照片61张，向李银桥书面致歉，在《人民法院报》上刊登的此案的判决书被法院认定为权延赤的“道歉信”。
2007年，根据权延赤1986年在《深圳青年》杂志上发表的小说《酒神》，被第二炮兵电视艺术中心改编为电视剧《狼毒花》拍摄播出。同年，解放军文艺出版社推出了《狼毒花》的单行本。男主角常发的原型是权延赤父亲权星垣的警卫员，小说是在采访和查找史料的基础上写出来的。